# Хрипкова (Брянська область)
Хрипкова (рос. Хрипкова) — присілок у Брасовському районі Брянської області Росії. Входить до складу муніципального утворення Веребське сільське поселення.
Населення — 5 осіб.
Розташований за 3 км на південь від села Веребськ.

## Історія
Згадується з першої половини XVII століття в складі Глодневського стану Комарицької волості. До 1778 року в Севському повіті, в 1778—1782 рр. в Луганському повіті. У XIX столітті — володіння Кушелєва-Безбородька. Належав до парафії села Острівськ (нині Орловської області).
З 1782 по 1928 рр. — в Дмитрівському повіті Орловської губернії (з 1861 року — у складі Островської, пізніше Веребської волості; з 1923 в складі Глодневської волості).
З 1929 року — в Брасовському районі. До 1930-х рр. був центром Хрипковської сільради.

## Населення
За найновішими даними, населення — 5 осіб (2013).
У минулому чисельність мешканців була такою:
| Роки      | 1858 | 1866 | 1878 | 1897 | 1920 | 1926 | 1979 | 1989 | 2002 | 2010 |
| --------- | ---- | ---- | ---- | ---- | ---- | ---- | ---- | ---- | ---- | ---- |
| Населення | 625  | 599  | 682  | 739  | 747  | 716  | 134  | 45   | 19   | 9    |